# Poręby (powiat otwocki)
Poręby – wieś w Polsce położona w województwie mazowieckim, w powiecie otwockim, w gminie Wiązowna.
Wieś jest sołectwem w gminie Wiązowna.
W trakcie powstania styczniowego 3 marca 1863 roku na polach pomiędzy Porębami a Glinianką doszło do potyczki pomiędzy liczącym około 300 powstańców oddziałem płk Ziemomysła Kuczyka, a 500 osobową grupą żołnierzy carskich z kostromskiego pułku piechoty pod dowództwem Rejnthala, wspieraną przez sotnię kozacką. Wobec znacznej przewagi liczebnej wroga, Polacy wycofali się w kierunku Karczewa.
W latach 1975–1998 miejscowość należała administracyjnie do województwa warszawskiego.
Wierni Kościoła rzymskokatolickiego należą do parafii św. Wawrzyńca w Gliniance.